# Bomolocha deceptalis
Bomolocha deceptalis är en fjärilsart som beskrevs av Walker 1859. Bomolocha deceptalis ingår i släktet Bomolocha och familjen nattflyn. Inga underarter finns listade i Catalogue of Life.